# Santa Clotilde (São Tomé)
Santa Clotilde é uma aldeia de São Tomé e Príncipe, localiza-se no Distrito de Lembá, ilha de São Tomé, próxima às localidades de Mulundo, Monte Carmo, São José e de Santa Jenny dos Quatros Caminhos.